# Toulouse-le-Château
Toulouse-le-Château – miejscowość i gmina we Francji, w regionie Burgundia-Franche-Comté, w departamencie Jura.
Według danych na rok 1990 gminę zamieszkiwało 180 osób, a gęstość zaludnienia wynosiła 43 osoby/km² (wśród 1786 gmin Franche-Comté Toulouse-le-Château plasuje się na 564. miejscu pod względem liczby ludności, natomiast pod względem powierzchni na miejscu 868.).